# Manfred Diehl
Manfred Diehl (* 13. November 1950 in Westerhorn) ist ein ehemaliger Kunstturner und Turntrainer.

## Wirken
Manfred Diehl ist der Zwillingsbruder des Turners Peter, ebenfalls mehrfacher Deutscher Meister. Beide waren Mitglieder des ETSV Gut Heil Itzehoe, ab 1976 Mitglieder und Mannschaftsmeister in der Deutschen Turnliga mit der Siegerländer Kunstturnvereinigung in den Jahren 1978 und 1979 und auch zusammen Mitglieder des MTV Hörnerkirchen, der 2001 im SV Hörnerkirchen aufging, und turnen heute noch zusammen in der Show-Turngruppe „Los Barros“.
Manfred Diehl wurde als Nationalturner am Bundesleistungszentrum in der Deutschen Turnschule in Frankfurt am Main bis 1975 trainiert. Er wurde 1975 Deutscher Meister im Bodenturnen und 1978 im Pferdsprung. Er nahm 1978 bei der Turn-Weltmeisterschaften 1978 in Straßburg teil.
Vom 20. September 1982 bis Ende 2009 war er Nationaltrainer für das Kunstturnen in Luxemburg.